# Sebolido
Sebolido is een plaats (freguesia) in de Portugese gemeente Penafiel en telt 945 inwoners (2001).